# هارولد والاس
هارولد والاس (بالإسبانية: Harold Wallace)‏ (مواليد 7 سبتمبر 1975) هو لاعب كرة قدم. يلعب مع منتخب كوستاريكا لكرة القدم. سبق له أن لعب في كأس العالم لكرة القدم مع منتخب بلاده.

## روابط خارجية
- هارولد والاس على موقع الاتحاد الدولي (مؤرشف)  (الإنجليزية)
- هارولد والاس على موقع قاعدة بيانات كرة القدم.إي يو (الإنجليزية)
- هارولد والاس على موقع ناشيونال فوتبول تيمز (الإنجليزية)
- هارولد والاس على موقع عالم كرة القدم.نت (الإنجليزية)